# Pangacarus grisalis
Pangacarus grisalis är en spindeldjursart som beskrevs av David C.M. Manson 1984. Pangacarus grisalis ingår i släktet Pangacarus och familjen Eriophyidae. Inga underarter finns listade i Catalogue of Life.